# Andjakt

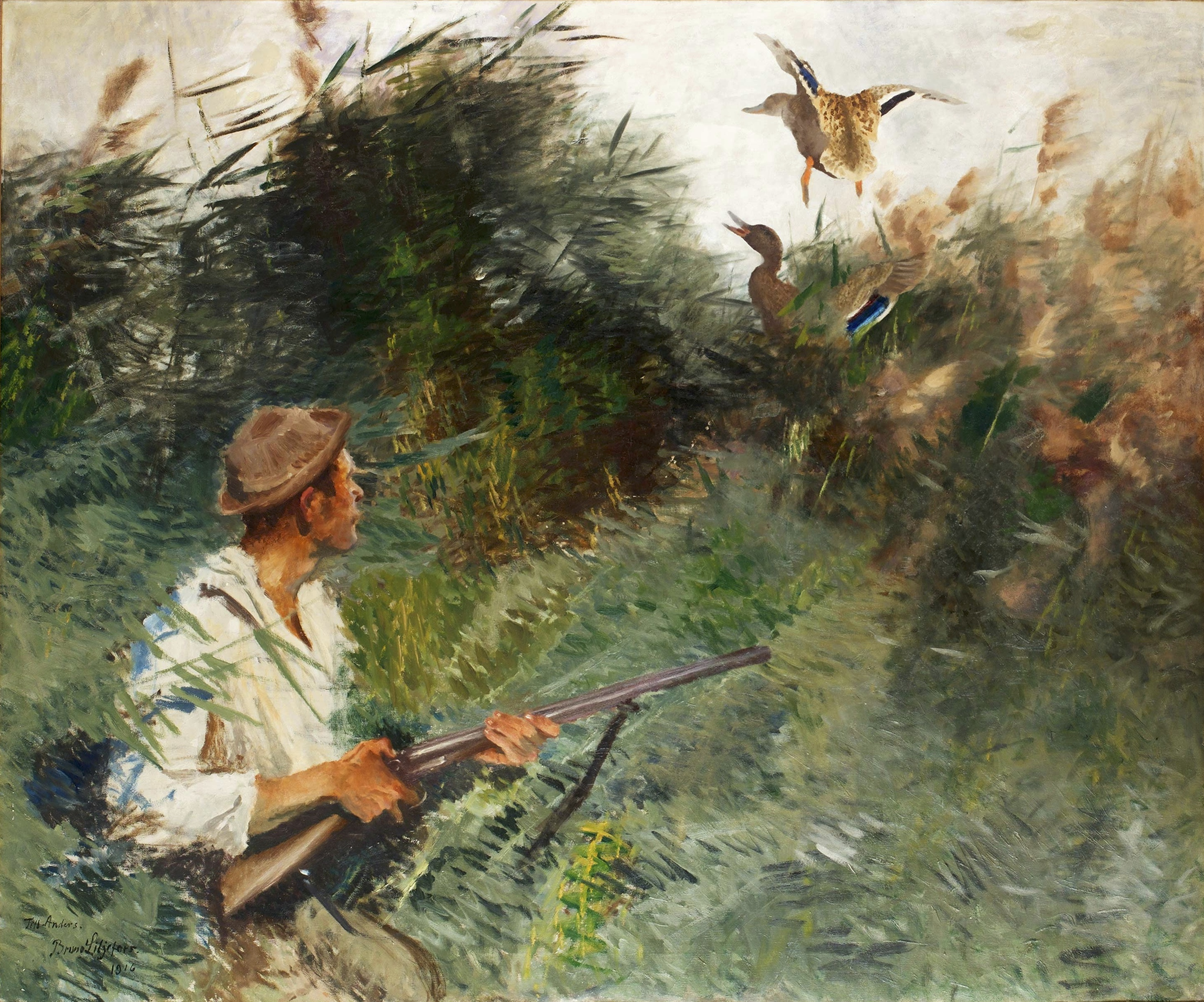
Jägare och gräsänder av Bruno Liljefors.

Andjakt är jakt på änder och liknande sjöfåglar. 
Andjakt bedrivs ute till havs, längs med kusten, eller intill sjöar och vattendrag. Hagelgevär används för att skjuta änder, oftast kaliber 12, där hagelstorleken anpassas efter vilken art som jagas. Varje år föds det i Sverige industriellt upp 400 000 gräsänder, 250 000 fasaner och 75 000 rapphöns för att släppas ut och skjutas, utöver alla vilda änder som jagas. Totalt i Europa föds det varje år upp 3 miljoner gräsänder för jakten.
Änder jagas genom uppflogsjakt där en hund får dem flyga upp varefter de skjuts i flykten, eller när dem flyttar söderut på hösten, så kallad sträckjakt. Efter träff används vanligen en fågelhund för apport. Enligt lag krävs att en apporterande hund medförs vid andjakt.
När änder jagas med hagelgevär finns risk för skadeskjutningar. Eftersom änderna ofta flyger i flock, finns risken att flera änder träffas när jägare skjuter in i flocken för att träffa en individ. Den anden som träffas av den centrala klungan av hagel dör och faller till marken. Däremot kan änder vid periferin av hagelspridningen träffas av enstaka hagel som de överlever, men som leder till livslångt lidande.

## Svenska regler vid andjakt
I lagen definieras vilt som vilda däggdjur och fåglar. Jakt innebär att fånga eller döda vilt och att i detta syfte söka efter, spåra eller förfölja vilt. Det inkluderar även att göra ingrepp i fåglarnas bon och att ta eller förstöra deras ägg. Alla fåglar är därmed fredade och jakt får endast bedrivas enligt strikta regler. Det krävs jägarexamen och att man har jakträtt på marken man jagar. Jakten måste även utföras på ett sätt som inte orsakar onödigt lidande för änderna.
I Sverige är andjakt tillåtet på tjugo olika arter. Endast blyfri ammunition är tillåten vid andjakt. Längsta skjutavstånd är 25 meter för mindre änder, samt 20 meter för gäss. Om man skjuter på längre avstånd än det tillåtna, ökar risken för skadeskjutning eftersom hagelsvärmen blir mer utspridd på längre avstånd.

## Statistik över skadeskjutna änder
Statistik från Skandinavien och Australien visar att en betydande andel änder blir skadeskjutna vid jakt med hagelgevär.

### Skandinavien
I Danmark fångades ett antal änder in med nät och röntgades för se ifall de hade hagel i kroppen. Resultatet visade att 36% gäss, 15% gräsänder, 14% knölsvanar, 35% ejdrar, 14% knipor, samt 11% av viggarna hade hagelkulor i kroppen från skadeskjutningar.
I en undersökning av gässen i Mellansverige 2024 upptäcktes att var femte gås var skadskjuten, och vissa hade så många som 16 hagel i kroppen. I en äldre svensk undersökning upptäcktes av de gäss som varit med om mer än en jaktsäsong hade 62% hagel i kroppen. Av de gäss som överlevt sin första höst hade 28% hagelskador. Upp till 12 hagel påträffades i samma gås.  Gåsjakt ses som en svensk jaktskandal av ornitologer som kräver att den förbjuds.
Vid röntgning av häckande dykänder i Oxelösunds skärgård hittades inga hagel.

### Australien
Enligt australiska studier leder andjakt med hagelgevär till skadeskjutningar. En undersökning av jakt på fyra arter av inhemska änder i Victoria, rapporterade i ett betydande antal sårade fåglar, där vissa överlever medan andra lider innan de till slut dör. Ungefär 26% av de skjutna änderna blir sårade eller stympade. Av dessa kommer 12% att bli sårade och överleva, medan mellan 14% och 33% kommer att bli stympade. Den troliga utgången för stympade fåglar är en långsam och smärtsam död.
En röntgenstudie av änder som fångades in med nät i Victoria visade att mellan 6% och 19% av änderna lever med inbäddade hagelkulor i sin kropp.

## Uppmärksammade fall i Sverige

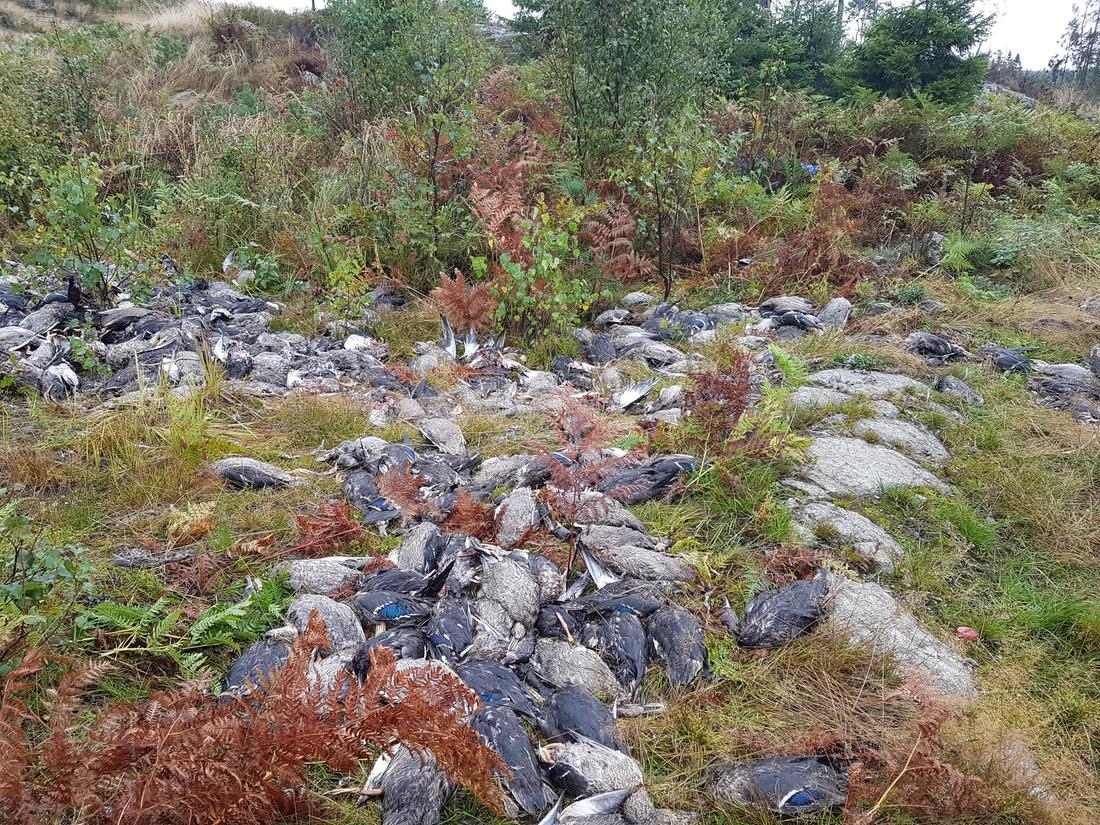
Döda gräsänder i Bäckefors 2019.

Jägare avslöjades 2015 bedriva en mycket plågsam jakt på ejder i sundet utanför Revsudden. Vittnen beskrev hur många skadeskjutna ejdrar fick lida en lång och plågsam dödskamp.
Familjen Bonniers företag blev påkomna 2019 med att dumpa hundratals skjutna gräsänder utanför Bäckefors. Miljöpartiet anmälde händelsen som miljöbrott. Gräsänderna hade blivit skjutna för nöjes skull då inte köttet tagits tillvara. Verksamheten beskrivs som en vidrig massaker som skadar naturen då kadaverna dumpades intill en sjö som används för dricksvatten.
Under ett årtionde häckade ett par knölsvanar vid kanalen i Malmö. Efter att en kanot kolliderade med honan, fick hanen en negativ syn på kanoter och försvarade sitt revir mot dem. Malmö kommun fruktade att kanotisterna (med flytvästar) kunde drunkna och jägare sköt ihjäl svanen.